# Highland, Arkansas
Highland là một thành phố thuộc quận Sharp, tiểu bang Arkansas, Hoa Kỳ. Năm 2010, dân số của thành phố này là 1045 người.

## Dân số
- Dân số năm 2000: 986 người.
- Dân số năm 2010: 1045 người.